# Bellibarbula kurziana
Bellibarbula kurziana är en bladmossart som beskrevs av Georg Ernst Ludwig Hampe och Chen Pan-chieh 1941. Bellibarbula kurziana ingår i släktet Bellibarbula och familjen Pottiaceae. Inga underarter finns listade i Catalogue of Life.